# Ronde van Limburg 2025 (België)
De Ronde van Limburg vond in 2025 plaats op 16 april 2025. Titelverdediger Dylan Groenewegen werd opgevolgd door Milan Fretin. Deze wedstrijd was bijna 180 kilometer lang, startte in Hasselt en finishte in Tongeren. Fretin won de sprint uit een grote groep met ongeveer 30 renners. De wedstrijd was onderdeel van de UCI Europe Tour.

## Uitslag
| Plaats  | Naam                | Ploeg                       | tijd     |
| ------- | ------------------- | --------------------------- | -------- |
| Winnaar | Milan Fretin        | Cofidis                     | 3u57'50" |
| 2       | Simon Dehairs       | Alpecin-Deceuninck          | z.t.     |
| 3       | Milan Menten        | Lotto                       | z.t.     |
| 4       | Pierre Barbier      | Wagner Bazin WB             | z.t.     |
| 5       | Matteo Moschetti    | Q36.5 Pro Cycling Team      | z.t.     |
| 6       | Florian Dauphin     | Team TotalEnergies          | z.t.     |
| 7       | Eduard Prades       | Caja Rural-Seguros RGA      | z.t.     |
| 8       | Jordi Warlop        | Soudal Quick-Step Devo Team | z.t.     |
| 9       | Tim Torn Teutenberg | Lidl-Trek                   | z.t.     |
| 10      | Timothy Dupont      | Tarteletto-Isorex           | z.t.     |
|         |                     |                             |          |
| 23      | Yanne Dorenbos      | Parkhotel Valkenburg        | z.t.     |